# シリア関係記事の一覧
シリア関係記事の一覧（シリアかんけいきじのいちらん）はシリアに関する記事を一覧としたもの。
- シリア

- アラウィー派
- アラブ諸国
- アラブ連盟
- エピファニアのヨハネ（英語版）
- ゴラン高原
  - 自衛隊海外派遣
- シリア・セルジューク朝
- シリア軍
- シリア内戦
- シリアの国旗
- シリアの政党
- シリアの世界遺産
- シリアの大統領
- シリアの歴史
- 大シリア主義
- ダマスカス
- 中東戦争
  - 第一次中東戦争
  - 第三次中東戦争
  - 第四次中東戦争
- バアス党 (シリア)
- バッシャール・アル＝アサド
- ハーフィズ・アル＝アサド
- 汎アラブ主義
- ヒズボラ
- 肥沃な三日月地帯
- フランス植民地帝国
- 歴史的シリア
- レバノン内戦

- Category:シリア系アメリカ人